# Kaiserhofstraße
Die Kaiserhofstraße ist eine kurze Straße in Frankfurt am Main, im Opernviertel der Frankfurter Innenstadt. Auf etwa 130 Metern Länge verbindet sie die Hochstraße im Norden mit der Freßgass im Süden. An der Kaiserhofstraße stehen mehrere denkmalgeschützte Gebäude aus dem späten 19. Jahrhundert. Benannt wurde die Straße nach einem Wappen an der Fassade des Hellerhofs, der 1863 abgerissen wurde.

## Infrastruktur und Nachbarschaft
Der südlichste Abschnitt der Kaiserhofstraße ist Fußgängerzone mit Parfümerien, Modegeschäften, Feinkosthändlern und Restaurants, er ergänzt die Einzelhandelsflächen der Freßgass in Richtung Norden. Neben Einzelhandelsgeschäften gibt es an der Straße Büros, unter anderem für kleinere Finanzinstitute, sowie Wohngebäude.
In der Nachbarschaft der Kaiserhofstraße befinden sich im Norden/Nordwesten die Bockenheimer Anlage und das Luxushotel Sofitel Frankfurt Opera, im Westen der Opernplatz und die Alte Oper, im Osten die Frankfurter Wertpapierbörse und im Süden die Freßgass und die Einkaufsstraße Goethestraße.

## Die Kaiserhofstraße in der Kultur
In der Literatur ist die Kaiserhofstraße durch die 1978 erschienene Familiengeschichte Kaiserhofstraße 12 von Valentin Senger und deren Verfilmung durch den Hessischen Rundfunk aus dem Jahr 1980 bekannt. Im späten 19. Jahrhundert führte der Vater des Malers und Karikaturisten Lino Salini eine Weinstube an der Kaiserhofstraße, die ein Treffpunkt von Frankfurter Künstlern war.